# Ловер-Сантан-Вілледж (Аризона)
Ловер-Сантан-Вілледж (англ. Lower Santan Village) — переписна місцевість (CDP) в США, в окрузі Пінал штату Аризона. Населення — 437 осіб (2020).

## Географія
Ловер-Сантан-Вілледж розташований за координатами 33°8′34″ пн. ш. 111°47′7″ зх. д. / 33.14278° пн. ш. 111.78528° зх. д. (33.142753, -111.785319).  За даними Бюро перепису населення США в 2010 році переписна місцевість мала площу 10,76 км², уся площа — суходіл.

## Демографія
Згідно з переписом 2010 року, у переписній місцевості мешкали 374 особи в 98 домогосподарствах у складі 84 родин. Густота населення становила 35 осіб/км².  Було 103 помешкання (10/км²).
Расовий склад населення:
| - 96,8 % — корінних американців - 1,6 % — білих - 0,3 % — чорних або афроамериканців |

До двох чи більше рас належало 1,3 %. Частка іспаномовних становила 15,8 % від усіх жителів.
За віковим діапазоном населення розподілялося таким чином: 33,4 % — особи молодші 18 років, 62,9 % — особи у віці 18—64 років, 3,7 % — особи у віці 65 років та старші. Медіана віку мешканця становила 26,8 року. На 100 осіб жіночої статі у переписній місцевості припадало 89,8 чоловіків;  на 100 жінок у віці від 18 років та старших — 72,9 чоловіків також старших 18 років.
За межею бідності перебувало 76,4 % осіб, у тому числі 75,0 % дітей у віці до 18 років та 100,0 % осіб у віці 65 років та старших.
Цивільне працевлаштоване населення становило 100 осіб. Основні галузі зайнятості: сільське господарство, лісництво, риболовля — 34,0 %, мистецтво, розваги та відпочинок — 31,0 %, виробництво — 26,0 %.